# استفان شووچ
استفان شووچ (انگلیسی: Stefan Schwoch؛ زادهٔ ۱۹ اکتبر ۱۹۶۹) بازیکن فوتبال اهل ایتالیا است.
از باشگاه‌هایی که در آن بازی کرده‌است می‌توان به باشگاه فوتبال تورینو، باشگاه فوتبال ونتزیا، باشگاه فوتبال لیورنو، باشگاه فوتبال ویچنزا، باشگاه فوتبال ناپولی، و باشگاه فوتبال اسپال اشاره کرد.